# Marcos Espinosa
Marcos Andrés Espinosa Monardes (Chuquicamata, 27 de octubre de 1962) es un profesor de historia y geografía, y político chileno, miembro del Partido Radical (PR). Se desempeñó como diputado de la República en representación del antiguo distrito n° 3 (correspondiente a las comunas de Calama, María Elena, Ollagüe, San Pedro de Atacama, y Tocopilla) durante tres periodos consecutivos, desde 2006 hasta 2018.

## Biografía

### Familia y estudios
Nació el 27 de octubre de 1962, en Chuquicamata, hijo de Leonel Espinosa Castex y Nancy Monardes Saguas.
Sus estudios primarios los realizó en la Escuela N.º 3 de Chuquicamata y los secundarios, en el Colegio Inglés San José. Luego, cursó los superiores en la Universidad de La Serena, donde obtuvo el grado de licenciado en educación  y el título de profesor de historia y geografía. Además, obtuvo un título de técnico en administración de empresas de la Universidad Arturo Prat y estudios de posgrado en comunicación social en la Universidad ARCIS.

### Vida laboral
Entre los años 2001 y 2005, fue presidente de la Cámara de Comercio de El Loa, filial de la Cámara de Comercio de Chuquicamata. Desde este cargo, en 2004 impulsó la participación de la entidad en la instalación de cámaras de vigilancia en el centro de Calama. Luego, entre 2000 y 2004, presidió la Cámara de Comercio de Chuquicamata.

## Trayectoria política
Militante del Partido Radical Socialdemócrata (PRSD), fue elegido por primera vez diputado en las elecciones de 2005, por el distrito n° 3 (correspondiente a las comunas de  Calama, María Elena, Ollagüe, San Pedro de Atacama, Tocopilla), de la Región de Antofagasta, por el período legislativo 2006-2010. Durante su gestión, integró las comisiones permanentes de Minería y Energía; Ciencia y Tecnología; Cultura y de las Artes; y Zonas Extremas. Además de las comisiones especiales sobre Zonas Extremas; de la Cultura y de las Artes; de la Juventud y de Turismo. Así como también, las comisiones investigadoras sobre Asesorías Efectuadas en Reparticiones Gubernamentales; y sobre CODELCO Chile.
Formó además, parte de los grupos interparlamentarios chileno-alemán, chileno-argentino, chileno-costarricense, chileno-cubano, chileno-checo, chileno-chino, chileno-español, chileno-holandés, chileno-israelí, chileno-mexicano y chileno-venezolano. En misiones al extranjero, visitó el Parlamento de Canadá.
En las elecciones parlamentarias de 2009, obtuvo su reelección como diputado por el mismo distrito n° 3, por el período legislativo 2010-2014. Fue integrante de las comisiones permanentes de Cultura y de las Artes; y de Minería y Energía. Junto con la comisión especial del Adulto Mayor. Formó también, parte del comité parlamentario del PRSD.
En las elecciones parlamentarias de noviembre de 2013, fue reelecto por un tercer periodo (2014-2018). Fue integrante de las Comisiones Permanentes de Minería y Energía; Cultura, Artes y Comunicaciones; y Familia y Adulto Mayor. En 2014 participó como miembro en la Comisión Permanente de Régimen Interno, Administración y Reglamento.
Desde el 22 de marzo de 2016 ocupó la primera vicepresidencia de la Cámara de Diputados, como parte de la mesa dirigida por el diputado socialista Osvaldo Andrade Lara, cesó el cargo en marzo de 2017.

## Historial electoral

### Elecciones parlamentarias de 2005
- Elecciones parlamentarias de 2005, candidato a diputado por el distrito 3 (Calama, María Elena, Ollagüe, San Pedro de Atacama y Tocopilla)[2]

### Elecciones parlamentarias de 2009
- Elecciones parlamentarias de 2009, candidato a diputado por el distrito 3 (Calama, María Elena, Ollagüe, San Pedro de Atacama y Tocopilla)[3]

### Elecciones parlamentarias de 2013
- Elecciones parlamentarias de 2013, candidato a diputado por el distrito 3 (Calama, María Elena, Ollagüe, San Pedro de Atacama y Tocopilla)[4]

### Elecciones parlamentarias de 2017
- Elecciones parlamentarias de 2017, candidato a diputado por el distrito 3 (Antofgasta, Calama, María Elena, Mejillones, Ollagüe, San Pedro de Atacama, Sierra Gorda, Taltal y Tocopilla)[5]